# Préfecture de Baft

Carte de la province de Kerman montrant la localisation de la préfecture de Baft.

La préfecture de Baft (en persan: شهرستان بافت) est l'une des 18 préfectures (shahrestān) de la province de Kerman (Iran).

## Géographie
Elle comprend un seul district (bakhsh): Central. Son chef-lieu est la ville de Baft et elle ne compte qu'une seule autre ville: Bezenjan. 
En 2006, sa population s'élevait à 138 847 habitants. Cependant, depuis cette date, la préfecture a été amputée de deux territoires qui forment désormais la préfecture de Rabor (2009) et la préfecture d'Arzuiyeh (2011). Si l'on exclut la population de ces deux préfectures, celle de Baft comptait, en 2006, 64 743 habitants.